# Hội Thánh của Đức Chúa Trời Hiệp hội Truyền giáo Tin Lành Thế giới
Hội Thánh của Đức Chúa Trời, còn gọi là Hội Thánh Đức Chúa Trời Mẹ, là một phong trào tôn giáo mới bắt nguồn từ Hàn Quốc và hiện nay đã có mặt tại 185 quốc gia. Hội Thánh do ông Ahn Sahng-hong sáng lập năm 1964. Trụ sở chính của Hội đặt tại Bundang, thành phố Sungnam, tỉnh Kyunggi. Những người đi theo Hội thánh tin rằng Ahn Sahng-hong là Đức Chúa Trời Cha, Jang Gil-ja là Đức Chúa Trời Mẹ (Mẹ Thiên thượng), và cho rằng Đức Chúa Trời đã đến thề gian để khôi phục lại lẽ thật của hội thánh sơ khai.

## Tên gọi
Năm 1964, Hội Thánh này được Ahn Sahng-hong thành lập. Năm 1997, Hội thánh có tên là Hội Thánh Của Đức Chúa Trời Hiệp Hội Truyền Giáo Tin Lành Thế Giới. Đây cũng là tên gọi chính thức cho những chi nhánh được thành lập sau này tại châu Âu, châu Á, châu Phi, châu Đại Dương, Bắc Mỹ và Nam Mỹ. Tại Việt Nam, hội thánh thường được nhắc tới với tên Hội Thánh của Đức Chúa Trời, hay Hội Thánh Đức Chúa Trời Mẹ. Tuy nhiên Hội Thánh của Đức Chúa Trời (Church of God) là một tổ chức khác. Hội Thánh Đức Chúa Trời Mẹ tin có Cha linh hồn và Mẹ linh hồn ban sự sống đời đời và đang dẫn dắt các con cái còn sót lại trên thế gian này về nước thiên đàng vì làm theo những gì Kinh Thánh làm chứng, Ứng nghiệm các lời tiên tri hầu như trọn vẹn. Còn các giáo phái khác  Phong trào Ngũ Tuần (Pentecostal), Phong trào Thánh khiết (Holiness), Baptist ngày thứ 7 và các Phong trào Phục lâm. Ở thành phố Hồ Chí Minh hiện có bảy nhóm tôn giáo có cùng tên Hội thánh của Đức Chúa Trời hoặc Hội thánh Đức Chúa Trời hoạt động độc lập, không liên quan nhau và họ không giữ luật pháp đúng 100% trong kinh thánh dạy mà thay đổi giáo lý và cả điều răn của Đức Chúa Trời.

## Lịch sử
Ahn Sahng-hong (An Sang Hồng) sinh ra trong một gia đình Phật giáo sau đó bắt đầu cuộc sống đức tin tại Giáo hội Cơ Đốc Phục lâm An thất nhật.
Năm 1964, Ahn Sahng-hong (An Sang Hồng) là Đức Chúa Trời Cha thành lập Hội Thánh của Đức Chúa Trời như tên hội thánh thời kỳ Đức Chúa Giêsu Sơ Lâm mà được chép trong Kinh Thánh. Trụ sở chính hiện nay của hội thánh đặt tại quận Bundang, thành phố Seongnam, tỉnh Gyeonggi, Hàn Quốc.

### Mốc thời gian
- 1948 - Ahn Sahng-hong (An Sang Hồng) là Đức Chúa Trời Cha chịu phép Báp-têm tại Giáo hội Cơ Đốc Phục Lâm; Ứng nghiệm lời tiên tri cây vả mà Đức Chúa Giêsu Sơ Lâm đã phán mà được chép trong Kinh Thánh.
- 28/04/1964 - Ahn Sahng-hong thành lập Hội Thánh của Đức Chúa Trời Nhân Chứng Jesus (Witnesses of Jesus Church of God) tại Hàn Quốc[3][4]
- 1970 - 4 Hội thánh được thành lập tại Hàn Quốc[3]
- 1980 - Tổng cộng 13 hội thánh được thành lập tại Hàn Quốc[3]
- 1985 - Ahn Sahng-hong (An Sang Hồng) là Đức Chúa Trời Cha thăng thiên vào tháng 2 năm 1985 theo lời tiên tri ngôi Vua Đavít. Đavít lên ngôi vua năm 30 tuổi và trị vì trong 40 năm. An Sahng Hong đến với tư cách Đavít tiên tri đã giáng sinh vào năm 1918. Ứng nghiệm theo lời tiên tri về cây vả, Ngài chịu phép Báp-têm năm 1948. Bắt đầu làm công việc Tin Lành vào năm 30 tuổi với tư cách là Vua Đavít tiên tri. Vào năm 1985 là năm thứ 37 của lời tiên tri, Ngài đã thăng thiên. (Đức Chúa Jesus Sơ Lâm đã làm Tin lành trong 3 năm);
- 1988 - 10.000 tín đồ đăng ký[3]
- 1990 - Tổng cộng 30 hội thánh được thành lập tại Hàn Quốc[3]
- 1996 - Tổng cộng 107 hội thánh được thành lập; 100.000 tín đồ đăng ký[3]
- 1997 - Đổi tên thành Hội Thánh của Đức Chúa Trời Hiệp Hội Truyền giáo Tin Lành Thế giới; thành lập 3 hội thánh ở nước ngoài (Los Angeles - Mỹ, Lahore - Pakistan và Essen, Đức);
- 1998 - Tổng cộng 210 hội thánh được thành lập;[3]
- 1999 - 200.000 tín đồ đăng ký;[3]
- 2000 - Tổng cộng 300 hội thánh được thành lập ở Hàn Quốc, 400.000 tín đồ đăng ký;[3]
- 2001 - Đoàn thăm viếng nước ngoài đầu tiên đến Hàn Quốc (từ Mỹ);[3]
- 2002 - Thực hiện việc truyền giáo tại 70 quốc gia;[3]
- 2003 - Phụng sự tình nguyện cho thảm họa tàu điện ngầm Daegu (cung cấp bữa ăn miễn phí trong vòng 55 ngày); nhận Tuyên dương của Tổng thống Hàn Quốc Kim Dae-jung; 500.000 tín đồ đăng ký;[3]
- 2004 - Nhận Huân chương Danh dự; 600.000 tín đồ đăng ký;[3]
- 2005 - Thành lập Viện tu luyện Go&Come Okcheon;[3]
- 2006 - Thành lập Bảo tàng lịch sử Hội Thánh của Đức Chúa Trời;[3]
- 2007 - Hơn 100 hội thánh chi nhánh được thành lập ở nước ngoài, 800.000 tín đồ đăng ký;[3]
- 2008 - 1 triệu tín đồ đăng ký;[3]
- 2009 - 32 đoàn truyền giáo ngắn hạn được gửi đi nước ngoài;
- 2010 - 427 đoàn truyền giáo ngắn hạn được gửi đi nước ngoài; gửi hàng cứu trợ nạn nhân động đất ở Haiti và Chile cho Liên Hợp Quốc (gây quỹ thông qua buổi hòa nhạc từ thiện);
- 2011 - Nhận Giải thưởng Phụng sự tình nguyện Tổng thống từ Barack Obama; chia sẻ tình yêu thương với hàng xóm trong và ngoài nước nhân kỉ niệm 94 năm ngày giáng sinh của Ahn Sahng-hong;[3]
- 2012 - Chiến dịch vận động làm sạch môi trường thế giới nhân Ngày Lễ Vượt Qua; hiến máu trao sự sống nhân ngày Lễ Vượt Qua; 2.200 hội thánh chi nhánh tại 150 quốc gia được thành lập;[3]
- 2013 - Chiến dịch tình nguyện toàn thế giới nhân ngày Lễ Vượt Qua;[3]
- 2015 - Nhận Giải thưởng Tổng thống Đại Hàn Dân Quốc[5]
- 2016 - Tuyên bố truyền đạo 7 tỷ; nhận Giải thưởng Phụng sự tình nguyện từ Nữ hoàng Anh Elizabeth II[6][7]
- 2017: có hơn 7000 nhà thờ thành viên

### Các tổ chức liên quan
- Viện tu luyện Go&Come Okcheon
- Viện tu luyện Jounyisan
- Viện tu luyện Elohim
- Viện thần học Hội Thánh của Đức Chúa Trời
- Bảo tàng lịch sử Hội Thánh của Đức Chúa Trời
- Tổ chức The International We Love U Foundation [8]
- Ban nhạc Messiah
- Nhà trẻ Saet-byul

## Tín ngưỡng và niềm tin
Hội thánh tin vào Đức Chúa Trời Cha và Đức Chúa Trời Mẹ mà Kinh thánh làm chứng và đã khôi phục lại lẽ thật của Hội thánh Sơ khai. Hội thánh tin rằng họ đang làm theo tất cả mọi lời dạy dỗ của Đức Chúa Trời trong Kinh thánh và được giải thích kỹ càng trong những cuốn sách của Ahn Sahng-hong.

### Jêsus tái lâm
Hội thánh tin rằng Jêsus đã đến lần thứ hai trong xác thịt dưới hình dáng loài người (Hê-bơ-rơ 9:28). Họ tin rằng Ahn Sahng-hong chính là Jêsus đến lần thứ hai với tên mới (Khải huyền 3:11-12 và Khải huyền 2:17) và làm ứng nghiệm hết thảy lời tiên tri mà duy chỉ có Jêsus mới có thể hoàn thành. Hội thánh còn tin rằng Jêsus đến lần thứ 2 phải xuất hiện năm 1948 theo lời tiên tri cây vả, ứng nghiệm bởi sự độc lập của Israel năm 1948.

### Đức Chúa Trời Mẹ
Bởi vì Kinh thánh có ghi chép "Thánh Linh và Vợ Mới" (Thần khí và Tân Nương) ở Khải huyền 22:17, hội thánh tin rằng Vợ Mới (Tân Nương) chính là Đức Chúa Trời Mẹ. Theo như ghi chép trong Kinh thánh ở Sáng thế ký 1:26-27 Đức Chúa Trời phán "Chúng ta", làm chứng rằng Đức Chúa Trời tồn tại hai hình ảnh: Đức Chúa Trời mang hình nam và Đức Chúa Trời mang hình nữ. Hội thánh gọi Đức Chúa Trời mang hình nữ là Đức Chúa Trời Mẹ. Họ giải thích theo như lời tiên tri Kinh thánh, Đức Chúa Trời Mẹ xuất hiện vào những ngày sau cùng giống như việc Đức Chúa Trời đã tạo nên Eva vào thời điểm cuối cùng trong quá trình 6 ngày sáng tạo nên trời đất và muôn vật.

### Các ngày lễ trọng thể
Hội thánh cử hành 7 Lễ trọng thể được ghi chép trong sách Lê-vi-ký chương 23: Lễ Vượt Qua, Lễ Bánh Không Men, Lễ Trái Đầu Mùa (Lễ Phục Sinh), Lễ Ngũ Tuần, Lễ Kèn Thổi,Đại Lễ Chuộc Tội và Lễ Lều Tạm. Hội thánh cử hành các ngày lễ trọng thể theo như Giao Ước Mới mà chính Đức Chúa Jêsus đã lập nên phân biệt với những lễ trọng thể trong Cựu Ước.

### Ngày Sa-bát
Hội thánh giữ ngày Sa-bát thứ Bảy, là điều răn thứ 4 trong 10 Điều răn theo như lời phán của Đức Chúa Trời trong Xuất Ê-díp-tô-ký 20:8-11, Sáng thế ký 2:1 (tham khảo thêm Mác 16:9). Ngày Sa-bát thứ Bảy (An thất nhật) được Kinh thánh biểu hiện là một dấu giữa Đức Chúa Trời và người dân của Ngài (Ê-xê-chi-ên 20:12, Xuất Ê-díp-tô Ký 31:13), và đây là ngày mà các thánh đồ phải vâng giữ sự thờ phượng theo như sự làm gương của Đức Chúa Jêsus cũng giữ ngày Sa-bát 2000 năm về trước (Luca 4:16). Các thánh đồ hội thánh giữ 3 lễ thờ phượng vào ngày Sa-bát. Giữa các buổi thờ phượng, các thánh đồ tham gia những hoạt động của hội thánh như học Kinh Thánh, xem video của hội thánh và phát biểu Kinh Thánh giữa các tín đồ.

### Về hình tượng
Hội thánh tin rằng theo như sự dạy dỗ của Đức Chúa Trời về việc cấm làm ra bất kỳ hình tượng nào và thờ lạy (Xuất Ê-díp-tô Ký 20:4), những vật dụng như thập tự giá, tượng đúc hay tượng chạm... không được dựng hoặc đặt trên nóc hoặc bất kỳ nơi nào bên trong hội thánh.

### Khởi nguyền và chuộc tội
Hội thánh tin rằng tất cả loài người trên trái đất này vốn dĩ là những thiên sứ ở trên trời. Những thiên sứ này đã phạm tội với Đức Chúa Trời ở trên trời và bị đuổi xuống trái đất như là một cơ hội thứ hai để được quay trở về Thiên Đàng. Họ cho rằng cách duy nhất để chúng ta có thể trở về quê hương Nước Thiên Đàng đó là giữ Lễ Vượt Qua Giao Ước Mới với bánh thánh và rượu nho (thịt và huyết của Đức Chúa Jêsus) và làm theo mọi sự dạy dỗ của Kinh thánh được khôi phục lại bởi Ahn Sahng-hong (An Sang Hồng) là Đức Chúa Trời Cha. Hội thánh tin vào sự tồn tại của Đức Chúa Trời Mẹ, là Vợ Mới (Jang Gil-ja) đang ban nước sự sống linh hồn sự sống đời đời vào những ngày sau rốt (Khải Huyền 22:17).

### Nghi thức Báp-têm
Hội thánh cử hành nghi thức báp-têm như là bước đầu tiên để nhận lấy sự cứu rỗi. Phép báp-têm phải được cử hành nhân danh của Đức Cha (Giê-hô-va), Đức Con (Jêsus) và Đức Thánh Linh (Ahn Sahng-hong), tham khảo Ma-thi-ơ 28:18-20 .

### Cầu nguyện
Hội thánh tin rằng sự cầu nguyện phải nhân danh Đức Thánh Linh Ahn Sahng-hong (An Sang Hồng) là Đức Chúa Trời Cha vào những ngày sau cùng và nữ tín đồ phải mang khăn trùm đầu khi cầu nguyện theo như Cô-rinh-tô 11:1-16.

### Hoạt động truyền đạo
Các tín đồ của hội thánh hiện có mặt trên 185 quốc gia và ngày đêm siêng năng rao truyền tinh lành cho những linh hồn cần sự cứu rỗi vì đang bị thất lạc từ nước Thiên Đàng. 

## So sánh
Hội Thánh của Đức Chúa Trời Hiệp hội Truyền giáo Tin Lành Thế giới có nhiều quan điểm khác biệt với Cơ Đốc giáo chính thống. Hội thánh này tự nhận rằng họ đang làm theo các lời dạy và giữ các kỳ lễ của giao ước mới trong Kinh thánh, giống như hội thánh sơ khai trong thời Chúa Jêsus. Họ cũng tin rằng Đức Chúa Trời Cha và Đức Chúa Trời Mẹ đã đến trong xác thịt một người bình thường ở Hàn Quốc, ứng nghiệm mọi lời tiên tri của Kinh Thánh kể cả Cựu Ước và Tân Ước

## Chỉ trích và tranh cãi
Hội Thánh của Đức Chúa Trời Mẹ là một trong những tổ chức tôn giáo mới nổi gây tranh cãi cũng như bị chỉ trích nhất trên thế giới. Tổ chức thường xuyên bị tố cáo là hoạt động mang tính chất cuồng giáo như bóc lột tài chính, tách ly thành viên khỏi gia đình và bạn bè cũng như trốn tránh việc giải trình minh bạch về số tiền đóng góp của các thành viên.

### Tại Mỹ
Hội Thánh của Đức Chúa Trời thường xuyên bị tố giác là có hành vi mua bán người tại nhiều trường đại học tại Mỹ, tuy nhiên tất cả các vụ việc này đều không tìm ra được chứng cứ buộc tội. Vụ việc bắt đầu vào tháng 1 năm 2018 khi cảnh sát mở cuộc điều tra tại trường Đại học bang Mississippi. Tiếp theo đó một loạt các cuộc điều tra cũng đã được tiến hành tại trường Đại học bang Nam Carolina vào tháng 9 năm 2019 và tại trường Đại học bang Utah vào tháng 3 năm 2020, cũng như tại nhiều trường đại học khắc trên khắp nước Mỹ như tại Đại học Louisville, Đại học Vanderbilt, Đại học bang Georgia, Đại học bang Texas, v.v. Tuy nhiên tất cả các cuộc điều tra đều kết thúc mà không tìm được mối liên kết nào giữa tổ chức Hội Thánh của Đức Chúa Trời và hoạt động mua bán người.
Nhiều sinh viên tại Mỹ cũng đã ghi nhận tình trạng rằng một số đối tượng lạ mặt đến tiếp cận họ và hỏi họ rằng có biết "Đức Chúa Trời Mẹ" là ai không. Những thành viên của tổ chức cũng đã bị cho là đã tìm cách tiếp cận các sinh viên nữ và hỏi họ rằng họ có tin vào việc Chúa là nữ không trước khi tìm cách lôi kéo họ vào các hội nhóm của tổ chức. Việc làm này đã bị nhiều cựu thành viên của tổ chức lên án vì đã nhắm vào các đối tượng có tinh thần không ổn định và nhất là các bạn trẻ có điều kiện tài chính.

### Tại New Zealand
Vào tháng 8 năm 2017, hội sinh viên trường Đại học Otago tại thành phố Dunedin đã rút tư cách thành viên khỏi Viện tu luyện Elohim sau khi nhận được nhiều khiếu nại của sinh viên cho rằng hoạt động truyện đạo của tổ chức này có yếu tố lừa đảo. Đại diện trường cho biết họ đã từng cân nhắc việc cấm đối tượng của tổ chức tại khuân viên trường tuy nhiên họ đã không tiến hành vì có thể vi phạm vào các điều liên quan đến tự do tín ngưỡng, tôn giáo trong pháp luật New Zealand. Đến năm 2020, đã xuất hiện thông tin cho rằng các đối tượng của tổ chức đang tìm cách tiếp cận sinh viên tại các trường Đại học Auckland và Waikato ở thành phố Hamilton.
Vào tháng 9 năm 2021, lại tiếp tục xuất hiện thông tin cho rằng các đối tượng của Hội Thánh của Đức Chúa Trời đã tiến hành tiếp cận gõ cửa nhà dân tại các thành phố Wellington và Auckland với mục tiêu chính mà các đối tượng này nhắm đến là các cô gái trẻ. Các thành viên sau khi tham gia tổ chức thì sẽ bị cách ly khỏi gia đình và bạn bè ngoài tổ chức, phải tham gia sinh hoạt đều đặn, hàng tháng phải nộp 10% thu nhập cho tổ chức, không được phép nghe nhạc hay mặc quần bò cũng như phải tuân theo nhiều quy định hà khắc và vô lý khác. Nhiều cựu thành viên của tổ chức từng tiết lộ rằng những ai không tuân theo những quy tắc trên thì sẽ bị phê bình công khai trong khi đó các thành viên thì lại được xếp hạng theo chỉ tiêu tuyển mộ thành viên mới mà bọn chúng đặt ra. Hơn nữa, nhiều người sau khi tham gia vào tổ chức bị bắt ép phải kết hôn với thành viên khác trong tổ chức. Không những vậy, các thành viên còn bị bắt ép xem những video bạo lực về địa ngục.

### Tại Việt Nam
Tại Việt Nam, Ban Tôn giáo Chính phủ kêu gọi người dân cảnh giác về Hội Thánh của Đức Chúa Trời và lưu ý rằng không nên đánh đồng nhóm này với các nhóm Tin lành khác sử dụng tên tương tự. Vào tháng 5 năm 2018, chính quyền nhiều tỉnh thành đã tịch thu tang vật truyền đạo trái phép của Hội Thánh của Đức Chúa Trời, đồng thời thẩm vấn hàng trăm thành viên của tổ chức. Các nhà lãnh đạo của tổ chức Hội thánh đức chúa trời mẹ bị buộc tội tẩy não các thành viên và kiểm soát vi mô cuộc sống của họ bằng cách thúc giục sinh viên từ bỏ việc học và người lao động từ bỏ công việc để thu hút thêm tín đồ. Năm 2023, Ban Tôn giáo Chính phủ tuyên bố tổ chức này "mang danh tôn giáo nhưng bản chất tà giáo" hoạt động theo mô hình đa cấp, lợi dụng tín điều về ngày tận thế trong Kinh Thánh để gieo rắc nỗi sợ hãi cho người tin theo, làm cho họ xa lánh gia đình, bỏ việc làm và học tập, biến mình thành công cụ tuyên truyền và kiếm tiền cho tổ chức. Bộ Công an cũng khẳng định, Hội Thánh Đức Chúa Trời Mẹ là "giáo phái chưa được công nhận tại Việt Nam, hoạt động mang tính tà đạo, lợi dụng giáo lý để trục lợi cá nhân."